# 弗莱维尔-利克西耶尔
弗莱维尔-利克西耶尔（法語：Fléville-Lixières，法語發音：[flevil liksjɛʁ]）是法国默尔特-摩泽尔省的一个市镇，属于布里埃区。该市镇于1806年由弗莱维尔（Fléville）和利克西耶尔（Lixières）合并而成。

## 地理
弗莱维尔-利克西耶尔（49°14'43"N, 5°49'23"E）面积14.38 平方千米，位于法国大東部大區默尔特-摩泽尔省，该省份为法国东北部内陆省份，是洛林的一部分，北邻比利时、卢森堡，北起顺时针与摩泽尔省、下莱茵省、孚日省和默兹省接壤。
与弗莱维尔-利克西耶尔接壤的市镇（或旧市镇、城区）包括：阿努、贝尚、贡德勒库尔-艾克斯、朗泰方丹、吕贝、穆阿维尔、诺鲁瓦勒塞克、奥兹拉耶、蒂姆雷维尔。

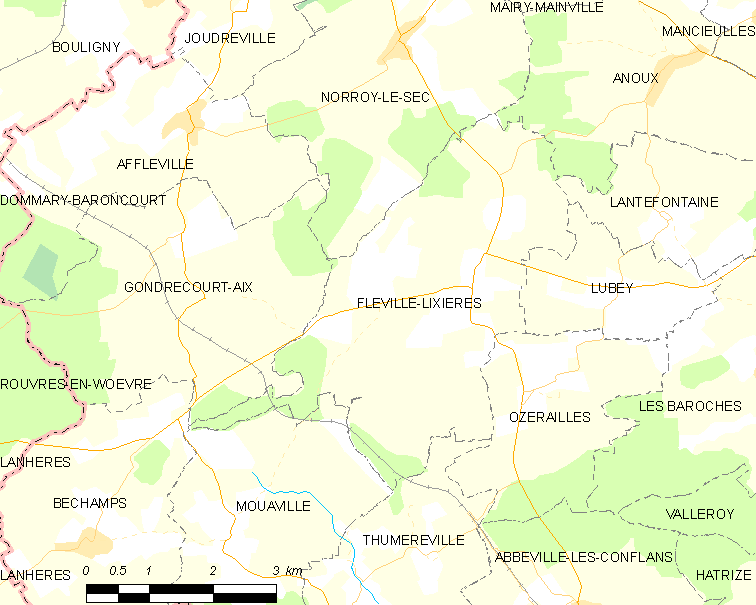
弗莱维尔-利克西耶尔的OSM定位图

弗莱维尔-利克西耶尔的时区为UTC+01:00、UTC+02:00（夏令时）。

## 行政
弗莱维尔-利克西耶尔的邮政编码为54150，INSEE市镇编码为54198。

## 政治
弗莱维尔-利克西耶尔所属的省级选区为布里埃地区县。

## 人口

1962-2008年间弗莱维尔-利克西耶尔人口变化图示

弗莱维尔-利克西耶尔于2022年1月1日时的人口数量为300人。